# Bandalag starfsmanna ríkis og bæja
Förbundet för statligt och kommunalt anställda (BSRB), på isländska Bandalag starfsmanna ríkis og bæja, är en facklig centralorganisation för offentliganställda på Island och består av 27 medlemsförbund. BSRB organiserar anställda inom stat och kommun, bland annat postanställda, polis, brandmän och förskollärare. Organisationen har omkring 18 000 medlemmar, varav 2/3 är kvinnor. På Island består den arbetande befolkningen av ungefär 150 000.
BSRB är en del av Nordens Fackliga Samorganisation (NFS) varigenom man tillsammans med systerorganisationerna och andra fackliga centralorganisationer i de nordiska länderna bevakar samhällsutvecklingen. BSRB är även en del av Europeiska Fackliga Samorganisationen (EFS), samt medlemmar i Internationella fackliga samorganisationen (IFS) och Internationella arbetsorganisationen (ILO).
BSRB grundades 1942.

## Akademiker- och tjänstemannafack i Norden
- Sverige
  - Tjänstemännens Centralorganisation (TCO)
  - Sveriges akademikers centralorganisation (SACO)
- Danmark
  - Funktionærernes og Tjenestemændenes Fællesråd (FTF)
  - Akademikernes centralorganisation (AC)
- Norge
  - Utdanningsgruppenes Hovedorganisasjon (UNIO)
  - Yrkesorganisasjonenes Sentralforbund (YS)
- Finland
  - Tjänstemannacentralorganisationen (STTK)
  - Akava